# Казімеж Пужак
Казімеж Пужак (пол. Kazimierz Pużak; 26 серпня 1883, м. Тернопіль — 30 квітня 1950, м. Равич) — польський політичний і громадський діяч.

## Життєпис
Народився 26 серпня 1883 року в м. Тернопіль (Королівство Галичини та Володимирії, Австро-Угорщина, нині Україна). Батько Войцех був мулярем, матір — українка Марцелія Грицина.
У 1897 році закінчив другий клас вищої гімназії в Тернополі, в якій потім навчався з перервами до 1905 року, коли склав матуру (закінчив VIIIa клас). Під час навчання заснував польську таємну радикально-патріотичну організацію, яку в 1901 році приєднав до організації «Promienistych» («Променистих»). Продовжив навчання на виділі права та політичних знань Львівського університету, який не закінчив.
1904 року вступив до лав Польської соціалістичної партії (ППС). Після розколу ППС в листопаді 1906 опинився у революційній фракції, на першому з'їзді якої в березні 1907 року у Відні правдоподібно був делегатом від Варшави. 3 квітня 1911 заарештований у м. Лодзь. Після більше ніж дворічного слідства 8 травня 1913 року був засуджений у Пйотркуві до восьми років каторги та примусове поселення в Сибіру після відбуття кари. У'язнення відбував у Варшаві, Петрограді, шліссельбурзькій фортеці. Звільнений після лютневої революції 1917 року.
У квітні 1918 року разом з Тадеушем Голувком намагався отримати згоду Леніна й Троцького на створення польської армії в Росії.
Після травневого перевороту 1926 року спочатку належав до групи центристів, які висловлювали опозиційність до уряду.
27 березня 1945 разом з Янковським та генералом Леопольдом Окулицьким (пол. Okulicki) виїхав до м. Прушкув на політичні перемовини після запрошення представників радянської влади, де з іншими представниками польського підпілля був заарештований та вивезений до Москви. 18—21 червня відбувся так званий «процес 16-ти»: Пужак отримав півтора року ув'язнення, звинувачений у приховуванні від радянської влади факту наявності в Армії Крайової радіостанцій, запасів запасів зброї та спорядження.
Помер 30 квітня 1950 року у в'язничному шпиталі в м. Равич (нині Великопольське воєводство). Похований у Варшаві (Повонзківське кладовище).

### Сім'я
Дружина — Ядвіга Богушевич (?—11.11.1975), діти: Марія, Зоф'я.